# Die Suffragette
Die Suffragette, Untertitel Mimisches Schauspiel, ist ein deutscher Stummfilm in fünf Akten von Urban Gad aus dem Jahr 1913. Er zählt zu den fragmentarisch erhaltenen Filmen des Regisseurs.

## Handlung

### 1. Akt
Nelly Panburne kehrt nach Jahren im Internat nach London zurück. Aus dem Kind ist eine kluge junge Frau geworden, die von ihrem Vater und der älteren Schwester, die bereits Mann und Kinder hat, begrüßt wird. Nellys Mutter fehlt jedoch und der Vater verweigert zunächst jeden Hinweis auf ihren Verbleib. Es stellt sich heraus, dass sich Mrs. Panburne der Suffragetten-Bewegung angeschlossen hat und nur noch selten bei ihrer Familie weilt. Vater und Tochter nehmen eine Einladung von Nellys Schwester an und reisen auf ihren Landsitz. Hier genießt Nelly die Gegend, spielt Golf und wird bald von drei jungen Männern umschwärmt, die sie jedoch abweist. Ihr Vater stellt ihr den jungen Levy vor, den er als zukünftigen Schwiegersohn ausgewählt hat, doch Nelly begegnet ihm kühl. Sie hat im Wald einen Mann gesehen, der sie fasziniert hat. Ihre drei Verehrer verraten ihr jedoch nicht, um wen es sich handelt, und auch dem Mann wird nicht gesagt, wer Nelly ist. Später sieht Nelly den Mann noch einmal, als sie auf der Themse Boot fährt. Es gelingt ihr zwar, eines ihrer Kissen ins Wasser zu werfen und so auf sich aufmerksam zu machen, doch stellen sich beide erneut nicht vor.

### 2. Akt
Bei dem Herrn handelt es sich um Lord William Ascue, Politiker im britischen Unterhaus. Er ist ein entschiedener Gegner der Suffragetten und bereitet gerade einen Gesetzentwurf vor, der Massenverhaftungen von Suffragetten ermöglichen soll. Sein Beruf verhindert, dass sich Nelly und er auf einer Gartenfeier kennenlernen. Obwohl er sich angekündigt hat und die drei Verehrer beide einander vorstellen wollen, wird er kurzfristig zu einer Sitzung ins Unterhaus berufen. Nelly lehnt den Heiratsantrag Levys ab und reist zurück in die Stadt. Hier trifft sie mit ihrer Mutter zusammen, die sie langsam für die Suffragetten-Bewegung gewinnt. Sie berichtet der Tochter von Übergriffen des Vaters und zeigt ihr das Elend der einfachen Frauen, die selbst bei höchster Intelligenz noch dem dümmsten Mann rechtlich unterlegen sind. Im Kreis der Suffragetten lässt sich Nelly überzeugen und empfängt die „Feuertaufe der Suffragetten“.

### 3. Akt
Nelly wird in der Bewegung aktiv. Sie schreckt nun auch vor Gewalt nicht zurück und wird verhaftet, nachdem sie bei einer Demonstration eine Schaufensterscheibe eingeschlagen hat. Im Gefängnis tritt sie in Hungerstreik und wird entlassen, nachdem selbst eine versuchte Zwangsernährung scheitert. Als sie nach Hause kommt, erkennt der Vater, dass er seine Tochter an die Suffragetten verloren hat: Vor die Wahl zwischen Vater und Mutter gestellt, entscheidet sich Nelly für die Mutter und tritt mit ihr wenig später auf einer Versammlung der Suffragetten als Rednerin auf. Als Polizisten die Versammlung stürmen wollen, werden die Männer von den Frauen angegriffen. Die Suffragetten entwerfen nun immer radikalere Pläne.
Lord Ascue wird unterdessen von seiner Geliebten Lola Rodrigues aufgesucht. Sie beschwert sich, dass er sich nicht mehr um sie kümmert, doch beendet Ascue die Beziehung. Lola Rodrigues schwört Rache und wendet sich an die Suffragetten, weiß sie doch von seinem Hass auf die Frauenbewegung. Sie überreicht Nelly und ihrer Mutter Liebesbriefe Lord Ascues. Sie sollen zur Erpressung des Politikers dienen, zumal die Suffragetten erfahren haben, dass sein Gesetz zur Massenverfolgung der Suffragetten kurz vor der Verabschiedung steht. Nelly wird mit den Briefen zu Lord Ascue geschickt und erhält von ihrer Mutter zudem eine „Höllenmaschine“ mit Zeitzünder, die sie im Haus Lord Ascues anbringen soll. Sie soll um Mitternacht explodieren und Lord Ascue töten.

### 4. Akt
Aufgrund der Briefe erhält Nelly Zutritt zu Lord Ascues Haus und bringt die Bombe unbemerkt im Arbeitszimmer des Politikers an. Als Lord Ascue erscheint, erkennen sich beide wieder und Nelly ist so befangen wie schockiert. Dennoch zeigt sie ihm die Briefe und droht, diese öffentlich zu machen, sollte Lord Ascue das geplante Gesetz nicht zurückziehen. Der Politiker lässt sich jedoch nicht erpressen und meint, dass die Suffragetten-Bewegung ihm aufgrund der Mittel, derer sie sich bedient, nun noch verhasster sei. Nelly ist am Boden zerstört und verweigert der Mutter gegenüber die Rückgabe der Briefe. Auch ihr Vater kann sie nicht trösten.
Nelly entschließt sich, Lord Ascue zu retten. Sie lädt ihn anonym zu einem Rendezvous um Mitternacht ein, doch sagt Lord Ascue ab. Er habe zu der Zeit eine politische Versammlung. Nelly ist erleichtert, erfährt am Abend jedoch, dass die Versammlung im Haus des Politikers stattfinden wird.

### 5. Akt
Nelly versucht, ihre Mutter zu überzeugen, Lord Ascue zu retten, doch bleiben die Frauen unnachgiebig. Kurz vor Mitternacht eilt Nelly zu Lord Ascues Haus und lässt ihn unter einem Vorwand aus dem Arbeitszimmer holen. Die Bombe explodiert kurz darauf und zerstört das Zimmer. Aus der Maschine hat sich zudem ein Spruchband der Suffragetten gelöst, auf dem das Wahlrecht für Frauen gefordert wird. Nelly wird von mehreren Männern als Täterin festgehalten, jedoch freigelassen, als Lord Ascue erscheint und sie als seine Braut ausgibt. Beide gestehen sich kurz darauf im Gespräch ihre Liebe und küssen sich. Einige Jahre später sieht man Nelly und Lord Ascue glücklich im Kreise ihrer vier Kinder.

## Produktion

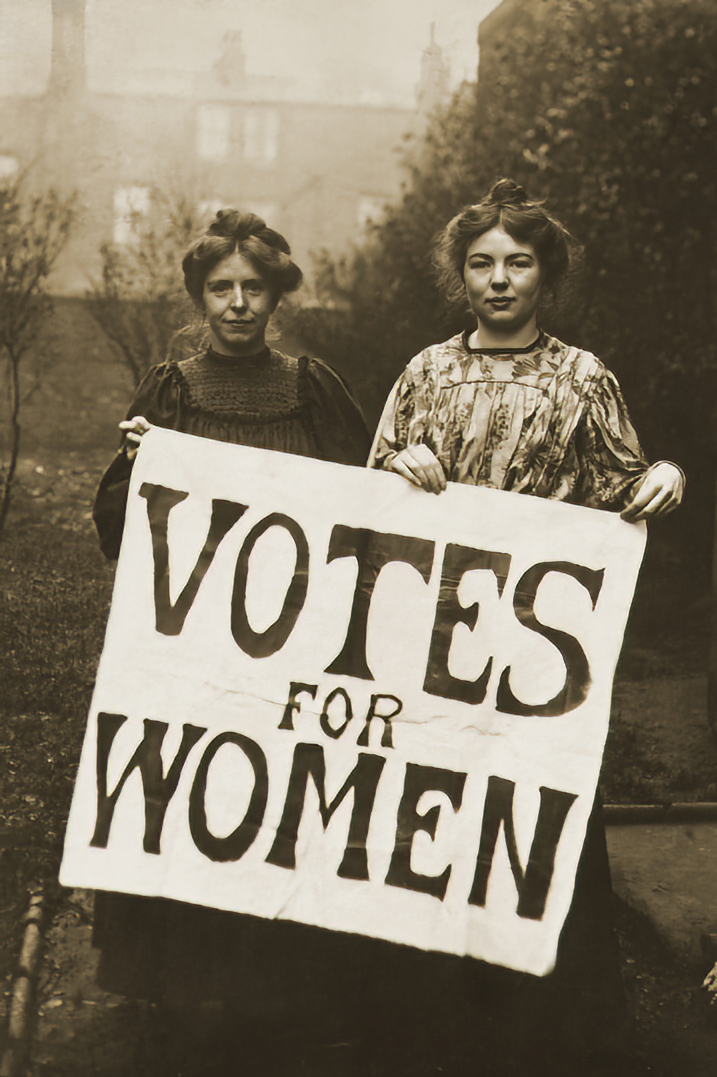
Christabel Pankhurst (rechts), Vorbild für Asta Nielsens Nelly Panburne

Die Suffragette entstand im Union-Atelier in Berlin-Tempelhof. Der Film wurde von der Berliner Zensur am 2. September 1913 mit einem Jugendverbot belegt und erlebte am 12. September 1913 in Berlin seine Premiere. Es war der erste Film der Asta Nilsen/Urban Gad-Serie 1913/1914. Während der Film in Berliner Kinos ungeschnitten lief, wurde er von der Münchner Polizei nur um 136 Meter gekürzt für die Aufführung zugelassen. Zensiert wurde unter anderem die Szene, in der Nelly eine Schaufensterscheibe einschlägt, da die Zensoren in der Wachsfigur im Schaufenster, die eine Husarenuniform trägt, ein Abbild des deutschen Kaisers vermuteten. Zudem wurde die Szene entfernt, in der Nelly die Bombe im Arbeitszimmer des Politikers anbringt. Neben Filmszenen wurden auch verschiedene Szenenfotos, die zum Kinoaushang vorgesehen waren, verboten. Urban Gad zog den Film daher telegrafisch aus dem Spielverkehr in Bayern zurück, da er verstümmelt worden sei und dem Zuschauer in Teilen nicht mehr logisch erscheinen kann.
Die Suffragette wurde 1913 unter dem Titel Suffragette in Italien und als La Suffragette in Frankreich gezeigt, und lief unter dem Titel The Militant Suffragette 1914 in New York.
Die Hauptfiguren von Mutter und Tochter Panburne sind den britischen Suffragetten Emmeline Pankhurst und Tochter Christabel Pankhurst nachempfunden, die sich teilweise radikal für das Frauenwahlrecht einsetzten und sich in diesem Zuge mit Premierminister Herbert Henry Asquith, im Film Lord Ascue, anlegten. Malwine Rennert schrieb in einer Kritik aus dem Jahr 1913, dass der Film in der Provinz erfolglos war: „Das deutsche Bürgertum liest nicht genug, um sich für die Suffragettenbewegung zu interessieren; das Volk stand ihm ganz verständnislos gegenüber.“ Das größte Interesse zeigten die Zuschauer daher für die Naturaufnahmen des Films und die Szenen auf der Themse. Unter den Darstellern bevorzugten die Zuschauer zum Teil die Nebenfigur des Dieners in Lord Ascues Haus: „Nur ganz alte historische Familien haben solche Prachtexemplare von Dienern; sie gehen umher wie die verkörperte Familientradition.“
Der Film ist in mindestens sechs Kopien überliefert, jedoch ist keine vollständig erhalten. Ursprünglich besaß der Film eine Länge von 1878 Metern; die längste rekonstruierbare Fassung erreicht eine Länge von 1311 Metern. Eine Rekonstruktion des Films erfolgte bis 2009 durch die Deutsche Kinemathek in Zusammenarbeit mit Det Danske Filminstitut. Grundlage der Rekonstruktion bildeten erhaltene Filmfragmente in der Deutschen Kinemathek, im Bundesarchiv-Filmarchiv sowie im Národni filmový archiv in Prag. Fehlende Szenen wurden dabei durch Standfotografien und Szenenbeschreibungen ersetzt und fehlende Zwischentitel ergänzt. Der rekonstruierte Film mit einer neuen Filmmusik von Maud Nelissen erschien 2012 mit drei weiteren Asta-Nielsen-Filmen im Rahmen der Edition Filmmuseum des Filmmuseums München auf DVD.

## Kritik
Der Kinematograph nannte Die Suffragette eine „epochemachende… Schöpfung, die durch und durch modernen Geist und eine durchaus einwandfreie Tendenz atmet und von der auch die erbittertsten Feinde nicht behaupten könnten, dass eine zeitgemässe Frage in abstossender oder gar kindischer Weise behandelt sei“.
Malwine Rennert bezeichnete Die Suffragette 1913 in der Bild und Film als Kinodrama, „das ein wirklicher Zeitspiegel ist, und wenn der Film aufbewahrt wird, spätern Geschlechtern als Kulturdokument gelten kann.“ Sie nannte die Suffragettenbewegung selbst „neuesten Datums; es ist abgesehen vom Grotesken, ein historischer Schnitzer“, sodass auch der Film selbst darunter leide: „Da die Suffragettenbewegung nicht notwendigerweise aus der menschlichen Natur entspringt, so konnte sich der Konflikt nicht zu tragischer Höhe erheben, ebensowenig bot er Stoff zu einer reinen Komödie.“ Rennert kritisierte den zu langen und „zersplittert[en]“ Anfang und das Kleid Asta Nielsens in den letzten Szenen, das in der Gesellschaft unmöglich wäre, hässlich sei und „von weitem einem eilig umgebundenen Badetuch ähnlich“ war. Sie lobte wiederum das Spiel der Hauptdarsteller Asta Nielsen, Max Landa und Mary Scheller, nannte einige Nebenrollen jedoch schlecht besetzt.
Christian Arp schrieb 1913 in der Ersten Internationalen Film-Zeitung, dass Urban Gad mit dem Film „ein aktuelles Thema angepackt und geschickt bearbeitet“ habe. Im Film zeige sich „Asta Nielsens Mienenspiel in vollendeter Kunst“. Auch die anderen Hauptdarsteller erhielten Lob und selbst die Nebenrolle der Lola Rodrigues sei „eine beachtenswerte Leistung“, während es den Darstellern der Verehrer Nellys an Gewandtheit fehlte. Arp hob zudem die technischen Leistungen des Films hervor, so lobte er die Schärfe und Plastizität der Bilder, die sorgfältige Ausstattung der Szenen und die Weitläufigkeit der Räume.
Das Ende des Films wurde von vielen Kritikern aus unterschiedlichen Gründen erwähnt. Malwine Rennert merkte an, dass der Schluss mit Ehepaar und vier Kindern übertrieben wirke – „Eins hätte genügt.“ Christian Arp nannte das Ende eine Apotheose, die man sich schenken könne: „Asta Nielsen als Mutter im Kreise von – 4 Kindern! – nein, wir wollen sie jung erhalten wissen.“ „Sie wird Frau und Mutter – fern von allem Suffragettentum erfüllt sie die einzige Mission des Weibes“, befanden andere Kritiker. Die neuere Kritik sieht das Schlussbild auch als Pose, „die von nichts als Stillstellung zeugt.“ Asta Nielsens Nelly erscheine im Kreise der Kinder „vollkommen arretiert. Es ist die Verstummung selbst, das Mundtotgemachtwerden, das sie in dieser Stillstellung vorführt. Die akustische Metaebene, die sich bei Asta Nielsen fest mit der Körpermotorik verknüpft, eröffnet ihr hier die Möglichkeit, einen sarkastischen Kommentar quer zur lähmenden Ikonik des versöhnlichen Schlussbilds abzugeben.“